# Platyrhiza
Platyrhiza é um género botânico pertencente à família das orquídeas (Orchidaceae). Foi proposto por João Barbosa Rodrigues em Genera et Species Orchidearum Novarum 2: 230, em 1881. A espécie tipo é a Platyrhiza quadricolor Barb.Rodr. O nome do gênero refere-se às suas raízes chatas e comparativamente grandes em relação ao tamanho da planta.

## Distribuição
É gênero composto por cerca uma única espécie minúscula, epífita, de crescimento cespitoso, que ocorre sobre e galhos e raminhos musgosos das florestas úmidas e sombrias do sudeste e sul brasileiros.

## Descrição
Trata-se de espécie com raízes esverdeadas largas e robustas, que possivelmente também desempenham fotossíntese, de pseudobulbos muito pequenos, ovóides, algo alongados achatados lateralmente, com uma folha apical bastante grande em comparação ao pseudobulbo, algo carnosa,  elíptico lanceolada, apenas com a nervura central algo aparente pelo verso e depressa na face. A inflorescência é ereta, ou arqueada e comporta até quinze flores pequenas porem vistosas, algo espaçadas, com brácteas triangulares moderadamente grandes.
As flores têm sépalas e pétalas verdes, lineares, reflexas, membranáceas, de tamanhos similares, apenas as sépalas laterais algo mais largas que os outros segmentos. O labelo com estrutura muito interessante, de comprimento quase igual ao da coluna, é amarelo forte,  com dois lobos laterais ou apêndices em formato de longos cornos eretos e curvos apontando para os estaminóides da coluna, lobo mediano de formato poligonal e margens inteiras, na base bastante largo e curvado para cima. A coluna apresenta base com pé prolongado abaixo do ponto de sua inserção no ovário com os dois citados estaminóides ao lado da base, é clavada, longa e sinuosa, espessa, de cor verde, na base com quatro estrias de vermelho escuro.